# Jan Bobowski
Jan Bobowski (ur. 17 października 1917 w Zakopanem, zm. 9 marca 1970 tamże) – polski architekt, narciarz, kurier tatrzański.

## Życiorys
Narciarstwo zaczął uprawiać we wczesnym dzieciństwie. Zdobył Mistrzostwo Karpat Wschodnich w Worochcie (1939). Występował, jako zawodnik Wisły Zakopane, w konkurencjach klasycznych na Mistrzostwach Świata w Narciarstwie Klasycznym w 1939 (Zakopane). W marcu 1939 otrzymał powołanie do wojska (1. Pułk Strzelców Podhalańskich w Nowym Sączu). Podczas służby trenował nadal, przygotowując się do Zimowych Igrzysk Olimpijskich planowanych na 1940.
Po napaści Niemiec na Polskę walczył w kampanii wrześniowej i dostał się do niewoli niemieckiej. Zbiegł z obozu jenieckiego i wrócił do Zakopanego. W początku 1940 związał się z ruchem oporu. 
1 lutego 1940 roku  z grupą 11 sportowców zakopiańskich (większość z tej grupy była mistrzami lub wicemistrzami Polski w narciarstwie) przedostaje się przez Tatry i Słowację na Węgry, gdzie wstępuje do służby kurierskiej. Otrzymuje pseudonim „Ceper”..
W grupie, która dotarła do Budapesztu, poza  samym Janem Bobowskim, znaleźli się również: Stanisław Kula, Jan i Andrzej Marusarzowie, Mieczysław Joszt, Józef Szczepaniak, Anatol Graneld, Czesław i Stanisław Wrześniakowie, Zenon Michalik i Władysław Roj-Gąsienica.
Na szlakach kurierskich wiodących z Zakopanego przez Tatry do Budapesztu oraz do stolicy Węgier z Waksmundu przez Spisz działał w latach 1940-1944.
Po zakończeniu wojny skończył studia inżynierskie i pracował jako architekt w Zakopanem. W mieście tym działał też społecznie.
Został pochowany na Nowym Cmentarzu w Zakopanem.
Był wnukiem Klemensa Bachledy.

## Odznaczenia
Otrzymał m.in.:
- Krzyż Walecznych,
- Medal Zwycięstwa i Wolności,
- Srebrny Krzyż Zasługi (za osiągnięcia zawodowe)[2].